# Skároš
Skároš (in ungherese Eszkáros) è un comune della Slovacchia facente parte del distretto di Košice-okolie, nella regione di Košice.